# Canelo Álvarez vs. Gennady Golovkin II
Canelo Álvarez vs. Gennady Golovkin II fue una pelea de boxeo por la unificación de los títulos mundiales de la AMB (Súper), CMB, IBO, The Ring vacante y el lineal vacante en peso mediano. Tuvo lugar en el T-Mobile Arena en Las Vegas (Nevada) el 15 de septiembre de 2018 y fue televisada por HBO PPV en Estados Unidos, 3 TV Azteca y Televisa en México, Space en Latinoamérica, y Opensport en España.

## Desarrollo

### Precedente
Los dos principales pesos medianos del mundo habían colisionado en el mes de septiembre del año anterior y habían disputado un combate de alta calidad y entretenimiento que terminó con un polémico empate dividido después de los 12 asaltos completos. Sin embargo, con los expertos y fanáticos haciendo casos para ambos boxeadores que ganaron la pelea, no fue tanto el resultado del combate lo que causó la controversia, sino más bien el marcador 118-110 a favor de Canelo por el juez Adalaide Byrd, que estaba en marcado contraste con los cuadros de mandos de 115-113 para Golovkin de Dave Moretti y el puntaje par 114-114 de Don Trella.
Inmediatamente después del polémico final, comenzaron las conversaciones para una revancha entre Álvarez y Golovkin. Álvarez declaró que pelearía en mayo de 2018, mientras que Golovkin estaba dispuesto a pelear en diciembre de 2017. ESPN informó que Álvarez, que solo tenía la cláusula de revancha en su contrato, debe activarla dentro de las tres semanas de su pelea. El 19 de septiembre, el presidente de Golden Boy Promotions, Eric Gomez, le dijo a ESPN que todos por su parte estaban interesados en la revancha y que mantendrían conversaciones con Tom Loeffler en los próximos días. Ringtv informó que las negociaciones comenzarían el 22 de septiembre. El 24 de septiembre, Gómez dijo que la revancha probablemente se llevaría a cabo en la primera semana de mayo de 2018, o si se pudiera llegar a un acuerdo, podríamos ver que la pelea se llevaría a cabo ya en marzo.
A pesar de las negociaciones en curso para la revancha, en la 55.ª convención anual en Bakú (Azerbaiyán) el 2 de octubre, el CMB ordenó oficialmente una revancha. El presidente de Golden Boy, Eric Gomez, le dijo a ESPN: "Independientemente de si ordenaron o no la revancha, vamos a intentar que esto suceda. Haremos lo que sea necesario para que esto suceda". El 7 de noviembre, Eric Gómez indicó que las negociaciones iban bien y que Álvarez tomaría una decisión con respecto a la revancha en las próximas semanas. Se creía que Golden Boy esperaría hasta que David Lemieux y Billy Joe Saunders pelearan por el título de la OMB de este último el 16 de diciembre de 2017 antes de tomar una decisión. El 15 de noviembre, Eddie Hearn, promotor de Daniel Jacobs declaró que se acercó a Tom Loeffler con respecto a una posible revancha entre Golovkin y Jacobs si la revancha de Álvarez-Golovkin no se lleva a cabo.
El 20 de diciembre, Eric Gómez anunció que las negociaciones estaban a punto de finalizarse después de que Álvarez le diera el visto bueno a Golden Boy para que redactara los contratos. El 29 de enero de 2018, HBO finalmente anunció que la revancha se llevaría a cabo el 5 de mayo en el fin de semana del Cinco de Mayo. Ambos combatientes dijeron que esta vez los jueces no serían necesarios, y que ambos prometen noquear al otro. El lugar para la revancha no se confirmó hasta el 22 de febrero, Madison Square Garden en Nueva York había estado en la carrera para ser el anfitrión del evento, pero finalmente se decidió que el escenario sería el mismo que el de la primera pelea, el T-Mobile Arena en Las Vegas. Según WBC, a diferencia de la primera pelea, Álvarez pelearía por su título.

### Cancelación
El destino de la revancha se puso en peligro el 5 de marzo de 2018, cuando Álvarez falló dos pruebas de orina al azar, recogidas el 17 y 20 de febrero, para la sustancia prohibida clenbuterol. El NAC abrió una investigación, y Álvarez fue suspendido temporalmente el 23 de marzo de 2018, pendiente de una audiencia el 10 de abril. En la audiencia, Álvarez enfrentaría la posibilidad de una suspensión de hasta un año. Loeffler declaró que Golovkin tenía la intención de pelear el 5 de mayo, independientemente de su oponente. El ex bicampeón superwélter Demetrius Andrade hizo una oferta para pelear si Álvarez recibía una suspensión a largo plazo, así como el contendiente #1 de la FIB Serhiy Derevianchenko.
Al día siguiente, el jefe del NAC, Bob Bennett, presentó una denuncia formal de dopaje contra Álvarez, que demoró la audiencia disciplinaria para la próxima reunión mensual de la comisión el 18 de abril. El escritor de ESPN.com Dan Rafael consideró que esta demora hacía más incierto que la pelea no seguir adelante, mientras que T-Mobile Arena ya había anunciado el día anterior que ofrecería reembolsos completos en las entradas. El 3 de abril de 2018, Álvarez se retiró oficialmente de la pelea. Gómez explicó que "dada la normativa actual en Nevada, se nos ha avisado, y es desafortunado, que Canelo no tendrá autorización para pelear en mayo. Esperamos que este asunto se resuelva y que Canelo sea autorizado para que podamos reprogramar la pelea para agosto o septiembre".

### Reprogramación
Álvarez recibió una suspensión de seis meses por parte de la Comisión Atlética de Nevada. Como las suspensiones son retroactivas desde la fecha en que se recopiló la primera prueba fallida (17 de febrero de 2018), la suspensión finalizó el 17 de agosto de 2018.
Según Golovkin, el 27 de abril, antes de derrotar a Martirosyan, una pelea con Álvarez en el otoño seguía siendo una prioridad. Durante una conferencia telefónica, afirmó que era la 'pelea más grande del mundo' y beneficiosa para todas las partes involucradas. Aunque Golovkin declaró que la revancha tenía un 10% de probabilidad de suceder, Eric Gómez y Tom Loeffler acordaron reunirse y comenzar a negociar después del 5 de mayo. Uno de los principales problemas que impedía la revancha era la división del bolso. Álvarez quería 65-35 a su favor, los mismos términos que Golovkin aceptó inicialmente, sin embargo, Golovkin quería una división directa de 50-50.
El 6 de junio, Golovkin fue despojado de su título mundial de la IBF debido a que no se adhirió a las reglas de la FIB. La FIB le otorgó a Golovkin una excepción para pelear contra Martirosyan, aunque no sancionaron la pelea, le dijeron al equipo de Golovkin que comenzara a negociar y combatir al retador obligatorio Sergiy Derevyanchenko antes del 3 de agosto de 2018. La FIB publicó una declaración en detalle. El 7 de junio, el equipo de Golovkin declaró que aceptarían una división de 55-45 a favor de Álvarez. La división en las negociaciones iniciales de revancha, Golovkin aceptó una división de 65-35 a favor de Álvarez. El 12 de junio, Golden Boy le dio a Golovkin un plazo de 24 horas para aceptar una división de 57½-42½ a favor de Álvarez o explorarían otras peleas. En este momento, Golden Boy ya estaba en negociaciones ligeras con Eddie Hearn para una pelea contra Daniel Jacobs en su lugar. Al mismo tiempo, Loeffler estaba trabajando estrechamente con Frank Warren para igualar a Saunders con Golovkin a fines de agosto.
El 3 de septiembre, debido a un voto mayoritario del panel, se anunció que el título de peso mediano de la revista The Ring estaría en juego para la pelea. Doug Fischer escribió: "Hicimos la pregunta al Panel de Calificaciones, que, en un deslizamiento de tierra, votó a favor de que el campeonato de las 160 libras de la revista estuviera en juego cuando las dos estrellas chocaran en el T-Mobile Arena en Las Vegas".